# Черкесія
 Увага: Не вказане значення "continent"
Черкесія, або Зигія (Зи́хія) (адиг. Ады́гэ Хэ́ку) — історична держава зигів (адигів, черкесів) у горах і передгір'ях північно-західного Кавказу, територія якої нині у межах Краснодарського і Ставропольського країв, Адигеї, Карачаєво-Черкесії, Кабардино-Балкарії. Назва походить від дав.-гр. Ζυγοί.

## Виникнення держави
Майже тисячоліття з 5 по 15 ст. давньоадигське населення Північно-Західного Кавказу було об'єднано в рамках єдиної країни — Зигії. Етнічна назва «зиги» спочатку була назвою тільки одного з адигських племен епохи античності, але з часом це плем'я виступило провідною силою в об'єднанні всієї адигської країни й для античних (греко-римських) і потім візантійських авторів дана назва означала найменування для народу й країни Північно-Західного Кавказу. Прокопій Кесарійський в середині VI ст. відзначає незалежність Зихії від Візантійської імперії. В працях Костянтина Багрянородного в середині 10 ст. також існують відомості про незалежність Зихії та зазнаються її досить значні кордони від Таманського півострова до Абазгії протягом 300 миль. Арабський учений-енциклопедист ал-Масуді також в середині 10 ст. відзначає незалежний статус країни Кашак (арабо-перський етнонім для позначення зихів), її високий соціально-економічний рівень, інтенсивність морських торговельних комунікацій з Трапезундом. У 8-10 ст. в Зихії карбувалася власна монета, що нагадувала візантійські монети.
У східних історичних і географічних трактатах як синонім етноніма зих (і назва країни — Зихія) використовувалася назва Кашак (в арабо-перських джерелах), Касогамі — в руських літописах, Гашков — у вірменських географічних і історичних творах; Каса — в єврейських документах.
Починаючи з середини 13 століття в східних авторів термін Кашак (касогами) витісняється новим позначенням адигів — етнонімом «черкес» і відповідно найменування країни, населеної черкесами — Черкесія. При цьому, в руській вимові панує форма «черкас», в арабсько-перській — «джаркас» і «шаркас». Протягом 13-17 ст. терміни «зих» і «черкес» використовуються паралельно. Мандрівники, які відвідали країну адигів, підкреслювали, що той народ, який на Заході називають зихами, турки, русини й татари іменують черкесами. Назва країни — Черкесія — використовувалося у всіх видах джерел — історичних, етнографічних, географічних і статистичних описах, а також в офіційних державних документах Москівщини, Великої Британії, Франції, Польщі, Османської імперії, Грузії, Сефевідського Ірану, Кримського ханства. У російській офіційній номенклатурі використовувався синонім «Черкеська земля».
У XIV—XV ст. відбувається розширення території країни адигів — Черкесії, виходячи за межі домонгольського періоду своєї історії. Керовані своїми князями, адиги заселяють великі території в Центральному Передкавказзя, цим самим сприяючи появі на політичній карті Кавказу Кабарди або Східної Черкесії. У північно-західному напрямку адигейські поселення тягнуться вздовж східного узбережжя Азовського моря аж до гирла Дону. На чорноморському узбережжі адигейська межа наприкінці XIII—XIV ст. просувається від Туапсе до Адлера. Протягом епохи пізнього середньовіччя і нового часу — XIV—XVIII ст. — Черкесія є найбільшою країною Кавказу. Черкеські князівства включають в свій склад значні райони з не адигейським населенням.

## Адміністративний устрій
Черкесія складалася з більш, ніж десятка князівств — Хатукай, Хамиш, Теміргоє, Бесленей, Татлостаней, Джіляхстаней, Велика Кабарда, Великий і Малий Жане, Хегайк, Махош, Адамі. Частина цих князівств дробилась на великі феодальні володіння, що відрізнялися стабільністю політичного статусу. У рамках цих територій існували численні феодальні володіння князів (пши) і орків. В роки наступу російського царизму адигейці робили спробу зберегти державність. У червні 1861 року на з'їзді представників абадзехів, шапсугів і убихів був сформований меджліс — найвищий законодавчий орган Черкесії під найменуванням Великого Вільного засідання. У джерелах згадується і дещо інше найменування цього органу — Великий Меджліс Вольності черкесів. Будівля меджлісу розташовувалася в нижній течії річки Сочі. Керівництво Меджлісу, по суті було урядом Черкесії, складалося з 15 осіб під головуванням Хаджі Керендук Берзека. Черкеський меджліс розгорнув масштабну зовнішньополітичну діяльність. У першу чергу, був вироблений офіційний меморандум, адресований царю Олександру II. Текст меморандуму лідери меджлісу вручили цареві під час приїзду останнього в Черкесію у вересні 1861 року. Меджліс прийняв також звернення до османського і європейського урядів. У Стамбул та Лондон спрямувались спеціальні представники з метою заручитися дипломатичною та військовою підтримкою. Діяльність черкеського уряду отримала всебічну підтримку з боку громадських організацій, так з народом Черкесії боровся черкеський комітет Стамбула й Лондона. Таким чином, якщо не де-юре, то де-факто Черкесія набувала рис суб'єкта міжнародного права.

## Інститут старшого князя Черкесії
У Черкесії існував інститут верховної влади в особі старшого князя, що звучало адигейською мовою — пщишхо (дослівно з адигейської — «князь великий»). Існування такого інституту підтверджується іноземними джерелами. Владні повноваження старшого князя Черкесії були такі, що в очах іноземних спостерігачів він вважався царем черкесів. Ченці-домініканці Ріхард і Юліан у складі угорського посольства в 1237 році відвідали країну Зихію і головне місто цієї країни — Матрік (у візантійців — Таматарха), розташоване на Таманському півострові. В Матріку посольство отримало гарний прийом з боку короля (лат. rex) Зихії. У 14-15 ст. в італійських документах, що стосуються взаємовідносин між консулом Кафи і Черкесії, недвозначно вказується на абсолютно особливий статус правителя Черкесії. Цей статус дозволяв старшому князю Черкесії листуватись з папою римським. До 1333 відноситься лист папи Іоанна XXII, адресований цареві Зихіі (Черкесії) Верзахту, в якому римський (на той період — Авіньйонський) понтифік виносить подяку правителю за його старанність у впровадженні католицької віри серед своїх підданих. Владний статус Верзахта був настільки високий, що за його прикладом деякі інші черкеські князі прийняли католицтво.

## Взаємини з генуезцями

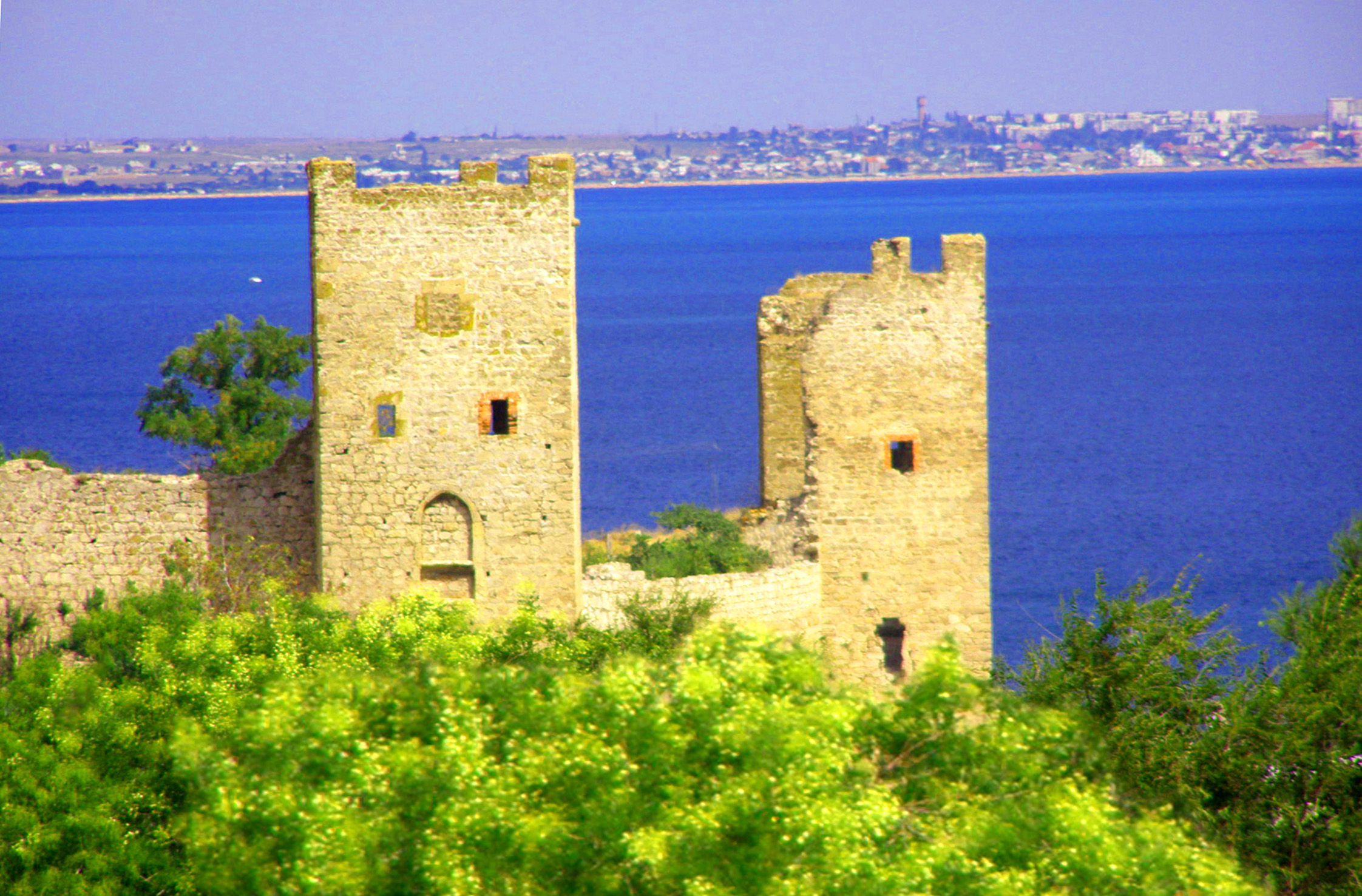
Генуезька фортеця у Кафі (Феодосія)

У 6-10 ст. серйозний політичний і культурний вплив на хід черкеської (адигської) історії мала Візантійська імперія, а з початку 15 століття — генуезькі (італійські) колонії. За час генуезько-черкеських взаємин між ними не відбувались збройні конфлікти, ініціаторами якого були б князі Зихії (Черкесії), консули Кафи чи влади Генуї. Це було продиктовано зацікавленістю обох сторін у торгівлі, адже черкеські князі в силу своєї ментальності гребували ремеслом комерсанта, тому країну товарами наповнювали саме генуезці. Про дружні стосунки свідчить і той факт, що навіть у Кафі, не рахуючи вже поселень у Зихії, єдиний регулярний військовий підрозділ — так звані оргузії — комплектувалися з черкеських найманців. Ці черкеси утворювали міську кінну поліцію, мали солідну платню, що дозволяло навіть вести скромні торгові операції. Ще одним аспектом мирних стосунків була работоргівля, а також посередництво для переправляння солдатів в армію мамлюкського султанату. Протягом всього свого існування генуезька Кафа (1266—1475) була тим перевалочним пунктом, через який здійснювалася безперешкодна доставка поповнення армії мамлюкського султанату. Єдиний факт, який псував стосунки Черкесії та Генуї — це морський розбій, який зчиняли горяни Західного Кавказу — зихи, керкети, ахеї і гениохи, які були знаменитими піратами ще в античну епох. Вони перехоплюючи галери кафян на їх шляху в Копу або Батіяр, часом приводили до майже повного паралічу торгівлю. Внаслідок місіонерської діяльності католицької церкви і змішаних шлюбів між генуезцями та черкесами виникає етнографічна група френккардашів. Свою назву дана етнографічна група черкесів отримала від католицьких ченців-францисканців, які займалися місіонерською діяльністю в Зихії в 13-14 століттях.

## Соціально-економічні відносини
Протягом усіх століть свого існування і розвитку в Черкесії панували феодальні відносини, які містили ознаки класичного васалітету західноєвропейського (франко-німецького) типу. Це підтверджує європейський мандрівник П.-С. Паллас, подорожуючи у XVIII — першій половині XIX ст. Черкесією:
|  | Це рід лицарів, які підтримують між собою і щодо підданих справжню феодальну систему, подібну до тієї, яку німецьке лицарство ввело раніше до Пруссії і Ліфляндію. |

У Фредеріка Дюбуа де Монпере:
|  | Нинішній стан Черкесії асоціюється з цивілізацією часів перших королів у Німеччині та Франції. Це зразок феодальної, лицарської, середньовічної аристократії. |

У графа В. Соллогуба в 1856 році:
|  | Черкеси, перші аристократи в світі; тип їх дивовижний. |

### Стани
- пші — князі
- уорки — шляхта
- тхвохотлі — вільні
- пшітлі — раби

## Армія
Черкесія протягом століть жила під загрозою зовнішніх вторгнень, тому весь спосіб життя черкесів був мілітаризований, а самі вони перетворились на націю воїнів, виробивши та довівши до досконалості мистецтво ведення війни, як кінної, так і пішої. В часи Тамерлана черкеські уорки здійснювали набіги навіть на Самарканд і Бухару. Постійним набігам піддавалися і сусіди, особливо багаті Кримське і Астраханське ханства. Астраханський губернатор писав Петру І:
|  | Одне можу похвалити в черкесів, що всі вони - такі воїни, які у тутешніх країнах не знаходяться, бо, що татар або кумиків тисяча, тут черкесів досить двохсот. |

У Черкесії виробилася так звана «Культура війни», правила якої передбачали те, що здобич не ставала самоціллю, а була лише знаком, символ військової доблесті, тому що в народі засуджувалося, щоб уорки були багатими, мали предмети розкоші, за винятком зброї. При військових діях вважалося категорично неприпустимим здійснювати підпал жител або посівів, особливо хліба, навіть у ворогів. Вважалося неприпустимим залишати на полі бою тіла загиблих товаришів. Великою ганьбою в Черкесії вважалося потрапити живим до рук ворога, тому російські офіцери, які згодом воювали в Черкесії, відзначали, що дуже рідко вдавалося брати черкесів у полон. Йоганн фон Бларамберг зазначав:
|  | Коли вони бачать, що оточені, то дорого віддають своє життя, ніколи не здаючись в полон. |

Військова культура Черкесії перебувала на дуже високому рівні. Для успішної боротьби з черкесами російська армія змушена була перейняти всі її елементи — від озброєння (шашки й черкеські шаблі, кинджали, черкеські сідла, черкеські коні) та форми одягу (черкеска, бурка, папаха) до прийомів ведення бою. Це визначалось не даниною моді, а питанням збереження життя в бою. Черкеси нападали блискавично, таким же блискавичним був і їх відхід. У літературі, спогадах очевидців наведено багато свідчень ведення бою черкесами:
|  | Черкеський воїн зістрибує зі свого сідла на землю, кидає кинджал у груди коневі ворога, знову стрибає в сідло; потім стає прямо, вдаряє свого супротивника … і все це в той час, як його кінь продовжує повний галоп. |

Тактику бою черкесів описав М. Ю. Лермонтов, перебуваючи на Кавказі:
Но отдохнуть черкесы не дают,

То скроются, то снова нападут.

Они как тень, как дымное видение,

И далеко и близко в то ж мгновение.
Московський цар Іван Грозний у пошуках союзників проти Кримського ханства міг розраховувати тільки на Черкесію. Цього хотіли й правителі Черкесії. Укладений між Москівщиною і Черкесія військово-політичний союз 1557 виявився успішним. У 1561 році він був скріплений шлюбом між Іваном Грозним і кабардинською княжною Гуашаней (Марією). Кабардинські князі жили в Москві під ім'ям князів Черкеських, маючи величезний вплив. У багатьох походах і війнах Москівщини брала участь черкеська кіннота. Але черкеські воїни були популярними не тільки в Москівщині, а у Польщі, Єгипті, Туреччині. Кілька століть Єгиптом (Єгипет, Палестина, Сирія, частина Саудівської Аравії) правили черкеські султани.

## Черкеська держава в Єгипті (1257—1517)
Одним із видатних явищ існування черкес стало утворення Черкеської держави в Єгипті та Сирії у 1257—1517 роках. Джерела епохи Середньовіччя свідчать, що назви Черкеська держава, султанат Черкесів, Мамлюкський султанат були тотожними. Причиною утворення султанату став тривалий період війн, що охопили Близький Схід і Північну Африку в XII — першій половині XIII століття в зв'язку з Хрестовими походами. В цілях захисту правителі Єгипту, фатимідські халіфи й правителі Сирії, сельджуцькі султани, наймали воїнів черкеського і тюркського походження. Кількість черкеських мамелюків, що становили вибрані військові підрозділи єгипетської армії, особливо важку кавалерію, зросла при айубідських султанах Каїра (1171—1249 рр.) і складала кістяк армії. Єгипетська армія, яку очолював султан Саладін, у 1187 році розгромила об'єднане військо хрестоносців біля містечка Хат-тин. У цю масштабну битву видатний вклад внесли черкеські вершники на чолі з еміром Фахр-ад-Дін, який мав черкеське походження.

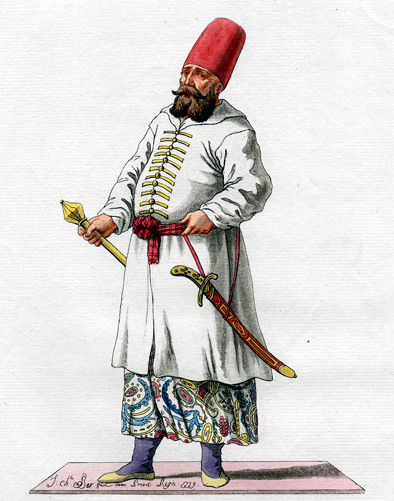
Зображення мамлюка, 1779.

Після смерті Саладіна Фахр-ад-Дін займав чільне становище в Каїрі й Дамаску, маючи беззастережну підтримку армії. Тому в 1199 році він здійснює державний переворот, змінюючи неугодного йому султана. Після хвилі монгольської агресії у 1250 році черкеси здійснюють черговий державний переворот, поставивши біля влади туркменського еміра Айбека, а потім у 1257 році скинувши й його. Цим самим встановлено довготривалий період (до 1517 року) влади черкеських султанів. У 1291 році черкеські султани остаточно виганяють з Близького Сходу хрестоносців і протягом другої половини XIII — початку XIV ст. вони ведуть напружену боротьбу з монголами. Останньою була битва на Сафарському полі, коли черкеси здобули цілковиту перемогу й припинили вторгнення монголів до Сирії.
У 1382 році до влади в Каїрі приходить емір Баркук ібн Анас ал-Джеркасі, який мав по кличку «Маліхук» (Пастух). Баркук виділявся особливою прихильністю до черкесів й усі важливі посади країні були зайняті саме ними. Коли вибухнуло повстання серед місцевого населення, яке було невдоволене його політикою, то повстанців жорстоко придушили. В зовнішньополітичній діяльності відзначився нетерпимістю до Тамерлана. у XV столітті черкеський султанат став часом розквіту культури, будувались архітектурні пам'ятки, деякі з них збереглись до нашого часу. Також розвивалось гончарне виробництво та обробка металів. Існували тісні торговельні зв'язки з християнськими державами Середземномор'я. У 1496 між різними черкеськими угрупованнями Єгипту розгорілася міжусобна кровопролитна війна за владу, яка тривала до 1501 року. Це негативно вплинуло на політичне та економічне становище Єгипту. На деякий час султану Кансава ал-Гаурі ібн Біберда (1501—1516 роки)вдалось стабілізувати. Султанат користувався авторитетом серед європейських держав, про що свідчили делегації іноземних посольств — з Франції, Іспанії, Португалії, Генуї, Венеції, Туреччини, Ірану, Грузії. Проте місцеве арабське населення, ненавидячи черкесів як тих, хто узурпував владу, чекали звільнення зі сторони османів. Тому під час другої османсько-черкеської війни 1516—1517 років відданими режиму виявилися тільки самі черкеси. Через зраду ряду намісників армія султана Кансай ал-Гаурі зазнала значної поразки від армії Селіма І на Дабікському полі. Вважаючи вогнепальну зброю «зброєю слабких», черкеси були озброєні лише шаблями та списами, що стало однієї з причин поразки. Ібн Зунбуль, автор твору «Фатх Миср» та очевидці битви писав:
|  | Ніхто з черкесів не був убитий шаблею чи списом, всі вони загинули від ядер і куль. |

Наступний султан Туманбей після кількох невдалих битв з османам був страчений 13 квітня 1517 року в Каїрі. Але на цьому історія черкеського присутності в Єгипті не закінчилася. Як васали Османської імперії черкеські еміри управляли цією країною аж до 1811 року.

## Російсько-кавказька війна 1763—1864 років
У другій половині 18 століття Російська імперія вела активну загарбницьку політику стосовно народів Кавказу. Це привело до війни з домінуючою країною Кавказу — Черкесією. Військові дії розпочались в Кабарді, яка була територією найважливіших доріг в Закавказзі та мала вплив на інші народи Кавказу. Російський історик В. А. Потто, автор п'ятитомної монографії «Кавказька війна» зазначав:
|  | Вплив Кабарди був величезним і виражався в рабському наслідуванні навколишніми народами в одязі, озброєнні, вдачі й звичаях. Фраза «він одягнений …», або «він їздить як кабардинець» звучала найбільшою похвалою в устах сусідніх народів. |

Стратегічні плани росіян передбачали підкорити Кабарду, отримати контроль над Центральним Кавказом та мати вплив на Західну (закубанську) Черкесію. Військові дії Росія розпочала проти черкесів в 1763 році, побудувавши в центрі Кабарди фортецю Моздок. На вимогу зрити фортецю Росія відповіла категоричною відмовою, зосередивши в районі конфлікту додаткові збройні сили. Росіяни почали знищувати кабардинські селища, підбурюючи сусідні народи, пообіцявши їм рівнинні землі за рахунок Кабарди та незалежності від кабардинських князів. У результаті «кавказькі народи з радістю спостерігали за ослабленням кабардинців». Після епідемії чуми та ряду боїв з російськими військами за 60 років Кабарда була остаточно підкорена. Її територія скоротилася в 5 разів, а населення з 500 тисяч чоловік — до 35 тисяч.
Напередодні цих подій, Османська імперія робила спроби встановити свій контроль над Черкесією, побоюючись військових дій з нею та змальовуючи її на своїх картах у складі Туреччини.
|  | «Черкеси за винагороду ще терпіли на своїй території османів, але не допускали, а вірніше, безжально били їх при всякій спробі втручання у свої справи». |

Російська імперія, використовуючи дипломатичні ходи, у 1829 оголосила себе «господарем» Західної Черкесії в очах Європи, а у 1830 році бойові дії проти Західної Черкесії були різко активізовані.
На запит делегації адигів, російське військове командування відповіло, що Черкесія передана їм їх господарем — турецьким султаном. Тактика ведення війни з Західною Черкесією була ж та сама що й Кабардою. Це була тактика «випаленої землі», яка призводила до жертв серед мирного населення, але у військовому плані російське командування терпіло нищівні поразки. Це була бійня не тільки для черкесів, а й для росіян. Щоб блокувати доступ з моря на черкеському березі Чорного моря від Анапи до Адлера була зведена так звана чорноморська берегова лінія, що складалася з безлічі фортець, які черкеси постійно штурмували. На морі з початком війни з Росією черкеси активно використовували свій флот, здавна славлячись навичками мореплавства. Неманеврені, громіздкі російські кораблі ставали вразливими перед черкеськими галерами.
Про готовність військової організація Черкесії до ведення війни, не зважаючи на численність російської армії, свідчить фраза з листа черкесів османському султанові, написана через 90 років після початку війни:
|  | Вже багато років ми ведемо війну з Росією, але великої біди в тому немає. Навпаки, це дозволяє нам мати гарну здобич. |

Російське військове командування стало усвідомлювати, що потрібно міняти тактику. Було вирішено або переселяти черкесів у розрізнені селища вглиб країни, або відтісняти до Туреччини, відводячи їм болотисті місця по Кубані. До змови залучили Туреччину, яка повинна була з допомогою своїх емісарів агітувати черкесів на переїзд до Туреччини, обіцяючи найкращі землі, а згодом допомогу в поверненні на Кавказ.
Через невдачу у Кримській війні, невизнанні прав на Черкесію Англією і Францією, міжнародне становище Росії загострилось і вона не деякий час відмовилась від своїх планів. Згодом думки Англії та Франції щодо «черкеського питання» розійшлись. Англія, побоювалася, що після завоювання країни черкеси будуть використані Росією для захоплення Персії та Індії, тому підтримали плани переселення черкесів до Туреччини, дозволяючи Росії, порушуючи мирний договір, використовувати в Чорному морі флот.
Проти Черкесії були зосереджені величезні військові сили, які у 1861 році виселили до Османської імперії бесленейців, а згодом — кубанських кабардинців, кеміргоєвців, абазинів. Взимку у 1863—1864 роках війська наступили на абадзехів, які мужньо чинили опір, але зимові умови приводили до великих жертв серед населення:
|  | Знищення запасів і солінь діє згубно, горяни залишаються абсолютно без притулку й вкрай обмежені в їжі. |

За словами російського офіцера:
|  | Вражаюче видовище представилося нашим очам по дорозі: розкидані трупи дітей, жінок, старих, розтерзані, напівобгризені собаками; виснажені голодом і хворобами переселенці, ледь піднімали ноги від слабкості … |

Небагато вцілілих абадзехів виселилося до Туреччини, а російські війська приступили щодо каральних експедицій проти шапсугів та убихів. З 7 по 10 березня були винищені всі черкеські селища густонаселених причорноморських долин Дедерко, Шапсі й Макопсе. 11 і 12 березня знищені всі селища в долинах Туапсе і Аше та інші:
|  | Війна велася обома сторонами з нещадною жорстокістю. Ні сувора зима, ні бурі на черкеському березі не були в змозі припинити кровопролитну боротьбу. Не минало жодного дня без бою… |

Черкесам призначили найкоротші терміни, за які вони повинні були виселитися до Туреччини, покинувши майно, худобу. Це призводило до чергових втрат серед черкеського населення. Спецзагони прочісували ущелини, розшукуючи людей, які намагалися сховатися в важкодоступних місцях. Такими ж великими були втрати й в карантинних таборах переселенців на турецькому березі. До 21 травня 1864 було розгромлено останній бастіон черкеського опору — урочище Кбаада й тут, у присутності рідного брата імператора Олександра II — Великого князя Михайла, відбувся парад перемоги з нагоди закінчення війни та виселення черкесів (адигів) до Туреччини. Загальна кількість черкесів на Кавказі після війни, не рахуючи кабардинців, не перевищувала 60 тисяч осіб.
Француз Фонвілль, очевидець тих подій, у книзі «Останній рік війни Черкесії за незалежність (1863—1864г.)» так описував черкесів:
|  | Їх шаблі, кинджали, карабіни виробляли якийсь особливий, значний, войовничий шум … Відчувалося, що цей могутній народ, якщо й був переможений росіянами, відстоював свою країну, скільки міг, і … не було в ньому нестачі ні в хоробрості, ні в енергії. |

## Сучасність
В результаті Кавказької війни та етнічних чисток чисельність черкесів на Кавказі зменшилася у кілька разів, і територія Черкесії була заселена росіянами та українцями. Зараз на її території розташовані Краснодарський край, Республіки Адигея та Карачаєво-Черкесія.
Ряд черкеських націоналістичних організацій вимагає репатріації закордонних черкесів та відновлення черкеської державності. Міжнародна черкеська асоціація представляє Черкесію в Організації непредставлених націй.